# جلاهوانا
جلاهوانا (به اسپانیایی: Jalahuana) یک کوه در پرو است که در پرو واقع شده‌است. جلاهوانا ۵٬۳۲۵ متر بالاتر از سطح دریا واقع شده‌است.